# الدوري البيروي لكرة القدم 1930
الدوري البيروفي لكرة القدم 1930 (بالإسبانية: Campeonato Peruano de Fútbol de 1930) هو الموسم 3 من الدوري البيروفي لكرة القدم. كان عدد الأندية المشاركة فيه 12، وفاز فيه أتلتيكو تشالاكو.